# چیزو، توتوری
چیزو، توتوری (به لاتین: Chizu, Tottori) یک منطقهٔ مسکونی در ژاپن است که در استان توتوری واقع شده‌است. چیزو ۷٬۱۱۰ نفر جمعیت دارد.